# Alie Ward
Alison Ann Ward, dite Alie Ward, née le 6 novembre 1976 à San Francisco, est une écrivaine, actrice et animatrice de télévision et de podcasts américaine.
Depuis 2017, elle est spécialisée dans la communication scientifique, au travers des podcasts scientifiques Ologies, et de la série Netflix 100 Humans,.

## Biographie

### Formation
Alie Ward commence ses études à l’âge de 18 ans à  l'Université de Californie à Santa Barbara, se destinant à une carrière dans l’illustration biologique. Elle change de filière et obtient un diplôme en cinéma,.

### Débuts dans le cinéma
Alors qu'elle étudie le cinéma à San Francisco, Alie Ward auditionne pour la série télévisée Nash Bridges, tournée dans la région. Elle est choisie pour incarner Miranda, personnage récurrent pendant trois saisons. Après son déménagement à Los Angeles, Alie Ward continue à tourner pour la télévision. Elle observe à cette occasion n'obtenir que des rôles de type « victime » dans les productions. Ayant elle-même été victime d'une agression en 2002, elle décide de refuser ces rôles, ne souhaitant pas « que [sa] voix en tant que femme soit un point d’intrigue ».

### Illustration, chroniques et journalisme
À la suite de cette agression, Alie Ward commence alors à peindre, notamment des acryliques sur bois, activité qu’elle considère à la fois thérapeutique et une forme d'expression à propos de l’expression des femmes et du féminisme.
Elle-même issue d’une famille de journalistes, Alie Ward devient illustratrice pour LA Weekly en 2005. Début 2006, elle couvre pour le journal un concert, puis se voit confier une chronique hebdomadaire sur la vie nocturne et la culture, intitulée The Mental Ward.
En 2017, Alie Ward écrit pour le Los Angeles Times et pour Metromix LA, un média en ligne appartenant au Los Angeles Times.

### Création vidéo et podcasts
Début 2009, Alie Ward et son amie Georgia Hardstark créent un cocktail appelé McNuggetini. Georgia Hardstark partage sa création dans un article sur le site web This Recording. Le site web This is why you’re fat  relaie la recette et celle-ci devient alors virale.
Alie Ward et Georgia Hardstark enregistrent alors une vidéo, qu’elles publient sur YouTube en octobre 2009. Cette vidéo devient alors la vidéo la plus vue dans la catégorie « guides pratiques », avec plus de 10 000 visites par jour.
Le duo poursuit avec deux autres guides pratiques volontairement farfelus, pour le Ham Daiquiri et pour une boisson inspirée du Bloody Mary qu’elles nomment le Bloody Bacon & Cheese.
Par la suite, Alie Ward et Georgia Hardstark réalisent d’autres vidéos, pour les sites web de Scripps Network et Cooking Channel. Elles sont invitées dans l'émission de Cooking Channel nommée Unique Sweets,.
Alie Ward et Georgia Hardstark collaborent sur plusieurs autres projets, à commencer par le podcast Slumber Party with Alie & Georgia démarré en 2012 qui s'arrête en 2017 après 93 épisodes. En juin 2013, Cooking Channel leur propose de créer leur propre émission culinaire Tripping Out with Alie & Georgia,.

### Carrière de communication scientifique
En 2013, inspirée par une visite au Musée d'histoire naturelle du comté de Los Angeles, Alie Ward devient volontaire pour le musée, et commence à travailler en tant que correspondante pour la série CBS de communication scientifique Innovation Nation,.
Elle décide en 2017 de lancer son propre podcast scientifique, Ologies,. Dans ce podcast hebdomadaire, Alie Ward interview une personne experte d'un domaine particulier, parmi lesquels la vulcanologie, la primatologie, la paléontologie, la gemmologie, la cosmétologie et l'horlogerie. L’accroche du podcast est « Ask smart people stupid questions », ce qu'on peut traduire par « Poser des questions stupides à des gens intelligents ».
En 2018, elle devient une participante régulière dans la série éducative Netflix Brainchild, avant d'animer sa propre émission sur CW Did I Mention Invention ? With Alie Ward,.
En 2020, elle co-anime pour Netflix la première saison de la série d'investigation 100 Humans, aux côtés de Sammy Obeid et Zainab Johnson,.

### Récompenses
En 2016, elle remporte un Emmy Award pour la série CBS Innovation Nation. En 2022, les iHeartRadio Podcast Awards la nomment pour la récompense du Meilleur podcast scientifique pour son podcast Ologies, et elle remporte aux Webby Awards le prix de la Meilleure animatrice de podcast.

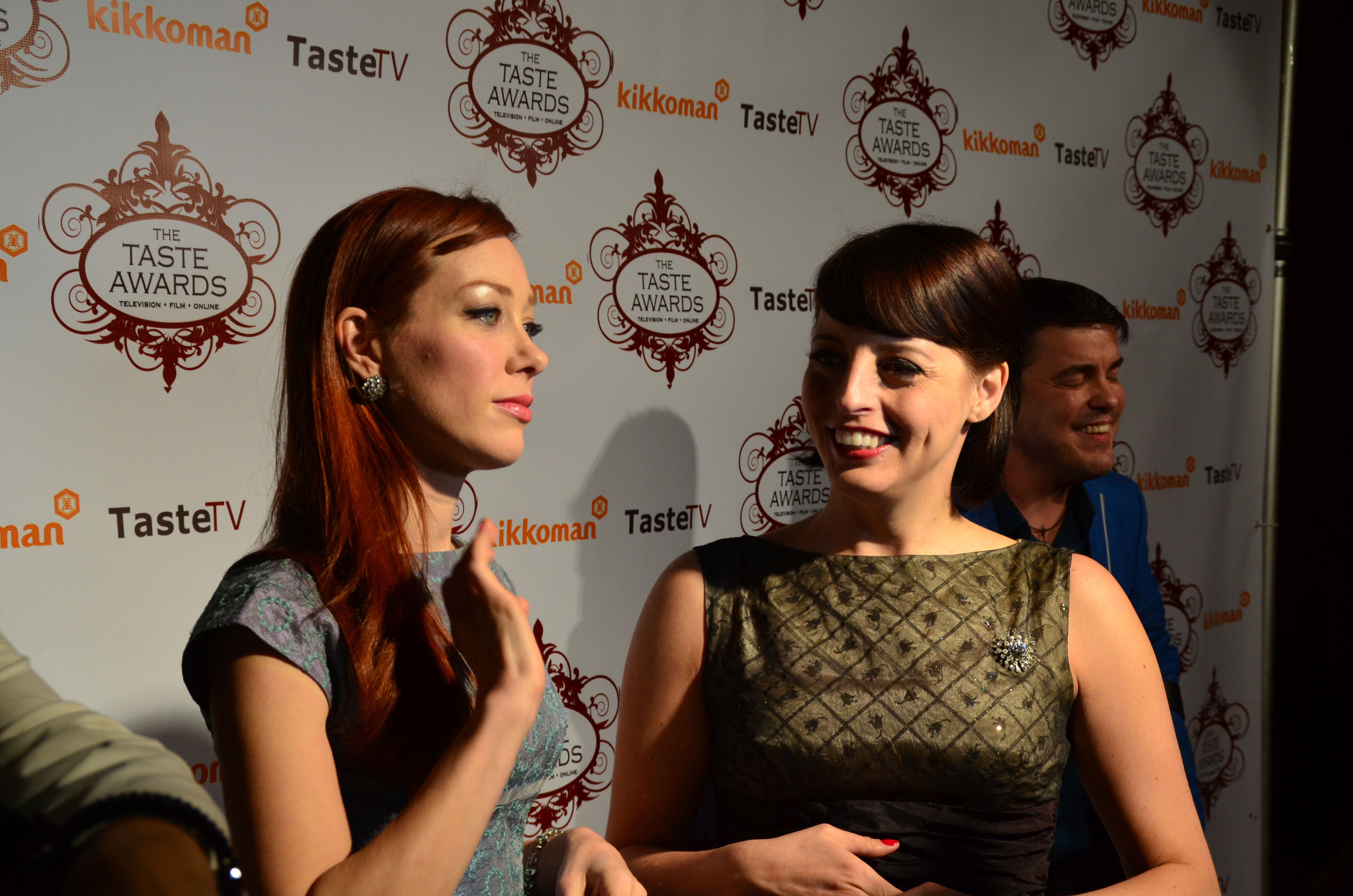
Alie Ward (à gauche) et Georgia Hardstark à la 6e édition des Taste Awards

## Filmographie
- 1998 : Nash Bridges : Miranda (9 épisodes)
- 2001 : Roswell : Deb (2 épisodes)
- 2002 : King of the Hill : Becky (un épisode)
- 2002 : The District : Mary Sleight (un épisode)
- 2003 : Sept à la maison : Betty (un épisode)
- 2005 : Grey’s Anatomy : Tina Herman (un épisode)